# Торпед 62
Торпед 62 (на английски: Torped 62) е най-новият модел торпедо, който е на разположение на Шведския военноморски флот.
В края на 80-те ФФВ (днешната Сааб Дайнамикс АБ) разработва заместител на стария Торпед 613, който тогава е основното тежко торпедо в Швеция. През 1991 г. на компанията е възложен контракт за 200 милиона шведски крони за направата на новото торпедо. То трябва да постъпи в служба в средата на 90-те, но поради трудности това се отлага с няколко години. През 2001 г. първите торпеда са предоставени на Шведската материална администрация на отбраната (ФМВ) за първите няколко теста. Първата партида е доставена на Шведските въоръжени сили в 2004 г., като официалното връчване на Шведския флот е в началото на 2010 година.
Торпедото има джет помпа, с която се задвижва системата. Има максимална скорост от над 40 морски възела. Може да проследи няколко мишени, и да ги класифицира, същевременно.